# Szilaspogony, Nógrád
Szilaspogony  este un sat în districtul Salgótarján, județul Nógrád, Ungaria, având o populație de 324 de locuitori (2011). 

## Demografie
Componența etnică a satului Szilaspogony
     Maghiari (73,76%)
     Romi (26,24%)
Componența confesională a satului Szilaspogony
     Romano-catolici (74,38%)
     Fără religie (7,72%)
     Reformați (1,85%)
     Necunoscută (16,05%)
Conform recensământului din 2011, satul Szilaspogony avea 324 de locuitori. Din punct de vedere etnic, majoritatea locuitorilor (73,76%) erau maghiari, cu o minoritate de romi (26,24%).  Din punct de vedere confesional, majoritatea locuitorilor (74,38%) erau romano-catolici, existând și minorități de persoane fără religie (7,72%) și reformați (1,85%). Pentru 16,05% din locuitori nu este cunoscută apartenența confesională.